# Thomas Kennedy
Thomas James Kennedy (ur. 28 września 1884 w Carleton, zm. 9 stycznia 1937) – amerykański lekkoatleta, uczestnik igrzysk olimpijskich w Saint Louis w 1904.

## Występy na igrzyskach olimpijskich
Kennedy wystartował tylko raz na igrzyskach olimpijskich w 1904. Wziął udział w maratonie. Zmagania biegaczy miały miejsce 30 sierpnia 1904. Kennedy nie ukończył biegu.